# Étienne Desmarteau
Joseph Étienne Desmarteau (Boucherville, 4 febbraio 1873 – Montréal, 29 ottobre 1905) è stato un martellista canadese, vincitore della gara di lancio del martello con maniglia corta alle Olimpiadi di Saint Louis 1904.

## Biografia
Nato nel Quebec, Desmarteau fu membro del Montréal Athletic Club, in cui si distense nel lancio del peso. Nel 1902 vinse i campionati americani AAU, battendo John Flanagan.
Per competere ai Giochi della III Olimpiade di Saint Louis del 1904, Desmarteau, all'epoca ufficiale di polizia, chiese un permesso di aspettativa ma gli fu negato dal suo datore di lavoro. Desmarteau decide comunque di partecipare, perdendo il posto di lavoro. Alle Olimpiadi vinse una medaglia d'oro nella gara del lancio del martello con la maniglia corta, battendo il suo storico rivale John Flanagan.
Tornato in Canada, Desmarteau fu accolto a Montreal da eroe e fu riassunto come ufficiale di polizia. L'anno seguente morì, probabilmente, di febbre tifoide.
Nella città di Montréal un distretto, un parco ed un centro sportivo (il Centre Étienne Desmarteau) sono a lui dedicati.

## Palmarès

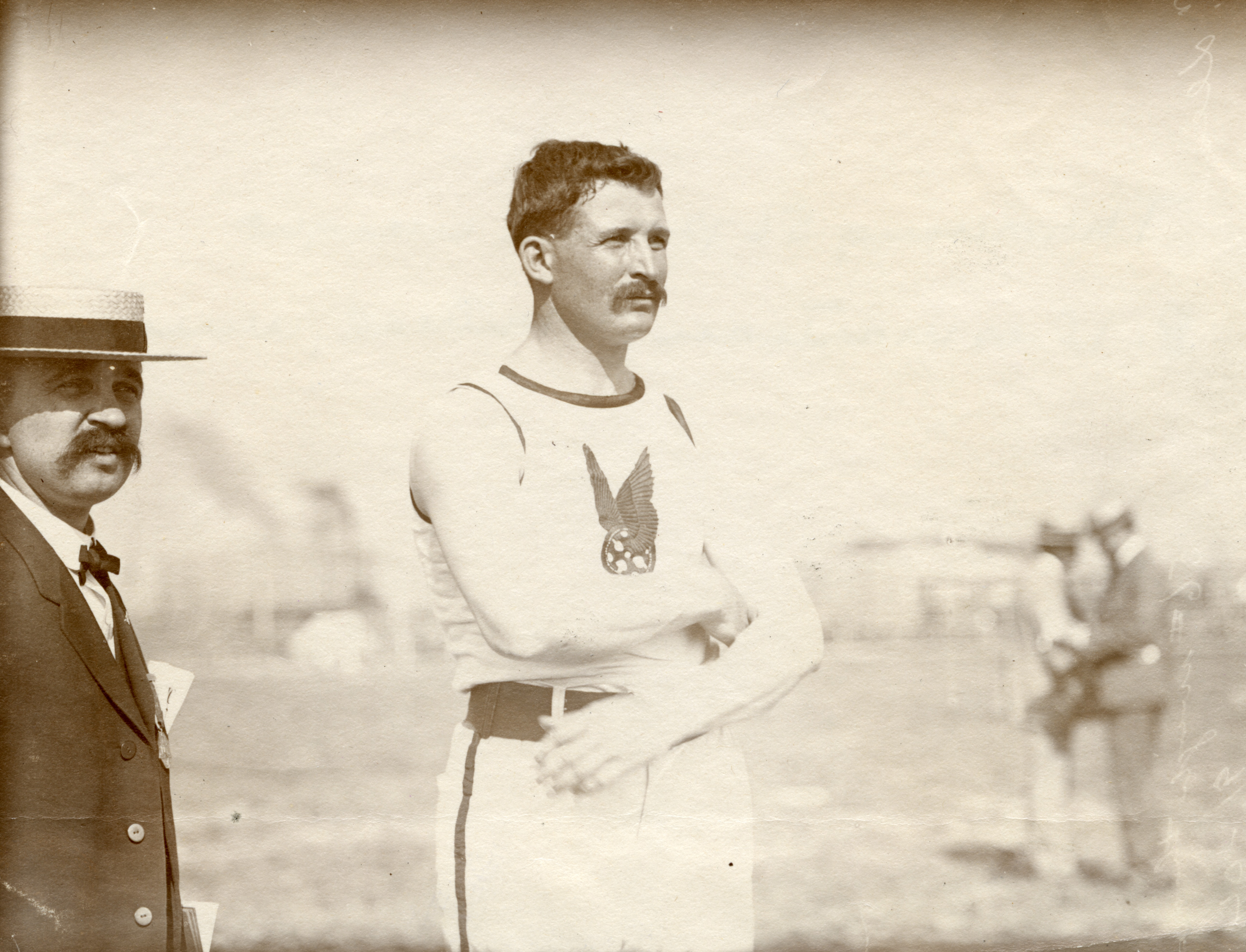
Desmarteau ai Giochi di S. Louis.

| Anno | Manifestazione | Sede      | Evento                                  | Risultato | Misura  |
| ---- | -------------- | --------- | --------------------------------------- | --------- | ------- |
| 1904 | Olimpiadi      | St. Louis | Martello con maniglia corta (56 libbre) | Oro       | 10,46 m |